# David Mair (Naturbahnrodler)
David Mair (* 26. Juli 1980 in Meran) ist ein aus Völlan (Gemeinde Lana, Südtirol) stammender italienischer Naturbahnrodler und ehemaliger Skeletonpilot. Um die Jahrtausendwende zählte er im Naturbahnrodeln zur Weltspitze im Doppelsitzer. Zusammen mit seinem Bruder Armin wurde er im Jahr 2000 Weltmeister und Gesamtweltcupsieger und 2001 Weltmeister im Mannschaftswettbewerb. Von 2002 bis 2007 nahm er an Wettkämpfen im Skeleton teil, erzielte dabei aber keine großen Erfolge. Ab der Saison 2009/2010 war er wieder als Naturbahnrodler aktiv.

## Karriere

### Naturbahnrodeln
David Mair begann seine sportliche Laufbahn im Naturbahnrodeln. Mit seinem drei Jahre älteren Bruder Armin startete er ab 1995, als er das Alterslimit erreicht hatte, bei internationalen Juniorenmeisterschaften. Gleich bei ihrem ersten Antreten bei der Junioreneuropameisterschaft 1995 in Fénis gewannen die Mair-Brüder die Goldmedaille im Doppelsitzer. Ein Jahr später erreichten sie bei der Junioreneuropameisterschaft 1996 in Szczyrk den zweiten Platz hinter ihren Landsleuten Gerd Mittermair und Werner Töchterle. Im Jahr 1997 nahmen sie erstmals an einer Meisterschaft in der Allgemeinen Klasse teil und erzielten bei der Europameisterschaft 1997 in Moos in Passeier den fünften Platz. Einen Monat später gewannen sie bei der ersten Juniorenweltmeisterschaft in Aosta abermals die Goldmedaille. Hier startete David Mair auch erstmals im Einsitzer und belegte den fünften Platz. Bei der Weltmeisterschaft 1998 in Rautavaara wurden die Mair-Brüder Sechste im Doppelsitzer. Weil sein Bruder Armin bereits die Altersgrenze für Junioren überschritten hatte, startete David Mair 1998 und 1999 bei den Juniorenmeisterschaften mit Rainer Jud. Sie wurden 1998 in Feld am See Junioreneuropameister im Doppelsitzer. Im Einsitzer erzielte Mair erneut den fünften Platz. Bei der Juniorenweltmeisterschaft 1999 in Hüttau gewannen Mair und Jud die Silbermedaille im Doppelsitzer und im Einsitzer wurde Mair ebenfalls Zweiter. Bei der Europameisterschaft 1999 in Szczyrk gewannen David und Armin Mair die Bronzemedaille im Doppelsitzer.
Ab der Saison 1998/1999 waren die Mair-Brüder auch im Weltcup erfolgreich. Sie erreichten zunächst drei vierte Plätze und feierten beim Saisonfinale in Aurach ihren ersten Weltcupsieg, womit sie Vierte im Gesamtweltcup wurden. Ein Weltcuprennen bestritt David Mair in diesem Winter auch mit Rainer Jud. Sie erreichten im vierten der sechs Saisonrennen in Canale d’Agordo den dritten Platz. Mair war auch bei drei Rennen im Einsitzer am Start und fuhr dabei einmal unter die besten zehn. Die Saison 1999/2000 war für die Brüder David und Armin Mair die erfolgreichste. Nachdem sie bei den ersten beiden Weltcuprennen jeweils Zweite wurden, feierten sie am 23. Januar 2000 in Gummer ihren zweiten Weltcupsieg. Eine Woche später wurden sie in Olang Weltmeister im Doppelsitzer. Im Einsitzer erzielte David Mair den 14. Platz. Bei der Junioreneuropameisterschaft Anfang Februar gewann er wie schon im Vorjahr bei der Junioren-WM die Silbermedaille im Einsitzer. Nach einem dritten Platz im vierten Weltcuprennen der Saison gewannen David und Armin Mair die letzten beiden Weltcuprennen in Železniki und Aosta und sicherten sich dadurch mit 40 Punkten Vorsprung auf die Österreicher Reinhard Beer und Herbert Kögl den Gesamtweltcupsieg im Doppelsitzer. Auch im Einsitzer war David Mair in diesem Winter bei allen Weltcuprennen am Start. Er fuhr viermal unter die schnellsten zehn und erreichte als bestes Ergebnis den sechsten Platz in Garmisch-Partenkirchen, womit er im Einsitzer-Gesamtweltcup Siebenter wurde.
In der Saison 2000/2001 gewannen die Mair-Brüder das Weltcuprennen in Lüsen und standen weitere zweimal auf dem Podest. Im Gesamtweltcup wurden sie allerdings von den Österreichern Wolfgang und Andreas Schopf, die die letzten beiden Saisonrennen gewannen, um 15 Punkte auf Platz zwei verwiesen. Auch bei der Weltmeisterschaft 2001 in Stein an der Enns siegten Schopf/Schopf vor Mair/Mair, die nach dem ersten Lauf noch in Führung lagen, im zweiten aber nur die viertschnellste Zeit erzielten. Im erstmals ausgetragenen Mannschaftswettbewerb hingegen gewannen Mair/Mair mit Sonja Steinacher und Anton Blasbichler im Team Italien I die Goldmedaille. Im Einsitzer nahm David Mair nur noch an einem Weltcuprennen teil, das er an achter Position beendete, und bestritt danach keine Weltcuprennen im Einsitzer mehr. In der Saison 2001/2002 gewannen die Mair-Brüder nach einem fünften Platz zum Auftakt in Olang das zweite Weltcuprennen in Olang und anschließend den Parallelwettbewerb in Triesenberg, womit sie zur Halbzeit punktegleich mit den Polen Andrzej Laszczak und Damian Waniczek im Gesamtweltcup führten. In den letzten drei Weltcuprennen wurde sie dann zweimal Vierte und einmal Dritte und fielen schließlich im Endklassement hinter Laszczak/Waniczek und Beer/Kögl auf den dritten Platz zurück. Bei der Europameisterschaft 2002 am Saisonende war David Mair nicht mehr am Start.

### Skeleton
Im Jahr 2002 wechselte Mair zum Skeleton. Er gehörte dem B-Kader der italienischen Nationalmannschaft an und kam ab 2002/2003 im Skeleton-Europacup zum Einsatz. 2004 erzielte er mit Platz 17 in Winterberg sein erstes Top-20-Ergebnis. Seine besten Resultate erreichte er im November 2006 mit Platz zwölf in Igls und einen Monat später mit Platz zehn in Cesana Pariol. Auf nationaler Ebene war der dritte Platz bei den Italienischen Meisterschaften des Jahres 2004 sein bestes Resultat. In den nächsten beiden Jahren wurde er jeweils Vierter. Höhepunkt in Mairs Skeleton-Karriere war der Einsatz im Teamwettbewerb der Skeleton-Weltmeisterschaft 2007. Dort belegte er an der Seite von Teresita Bramante und den Bobteams von Jessica Gillarduzzi und Andreas Mayrl allerdings nur den siebten und zugleich letzten Platz. Dies war sein letzter internationaler Wettkampf im Skeleton.

### Rückkehr zum Naturbahnrodeln
In der Saison 2009/2010 gab Mair ein Comeback im Naturbahnrodeln. Er startet seither gemeinsam mit Florian Breitenberger, der zuvor nur im Einsitzer aktiv war. Anfang des Jahres 2010 wurden sie Italienische Vizemeister im Doppelsitzer. Mitte Januar starteten sie bei der Europameisterschaft 2010 in St. Sebastian und erzielten Platz sieben im Doppelsitzer und zusammen mit Evelin Lanthaler und Stefan Gruber Platz vier im Mannschaftswettbewerb. Danach nahmen sie an den drei noch ausstehenden Weltcuprennen teil und erzielten als bestes Ergebnis einen vierten Platz in Latzfons. Im Gesamtweltcup wurden sie punktegleich mit den Russen Pawel Silin und Iwan Rodin Neunte.
In der Saison 2010/2011 war das beste Weltcupergebnis des Duos Breitenberger/Mair ein sechster Platz in Kindberg. Insgesamt nahmen sie an drei Weltcuprennen teil und belegten wie im Vorjahr den neunten Gesamtrang. Bei den italienischen Meisterschaften 2011 belegten sie erneut den zweiten Platz. Bei der Weltmeisterschaft 2011 in Umhausen fuhr das Duo jeweils auf Platz fünf im Doppelsitzer- und im Mannschaftswettbewerb. In der Saison 2011/2012 nahm David Mair an keinen Wettkämpfen teil.

## Erfolge im Naturbahnrodeln

### Weltmeisterschaften
- Rautavaara 1998: 6. Doppelsitzer (mit Armin Mair)
- Olang 2000: 1. Doppelsitzer (mit Armin Mair), 14. Einsitzer
- Stein an der Enns 2001: 2. Doppelsitzer (mit Armin Mair), 1. Mannschaft
- Umhausen 2011: 5. Doppelsitzer (mit Florian Breitenberger), 5. Mannschaft

### Europameisterschaften
- Moos in Passeier 1997: 5. Doppelsitzer (mit Armin Mair)
- Szczyrk 1999: 3. Doppelsitzer (mit Armin Mair)
- St. Sebastian 2010: 7. Doppelsitzer (mit Florian Breitenberger), 4. Mannschaft

### Juniorenweltmeisterschaften
- Aosta 1997: 1. Doppelsitzer (mit Armin Mair), 5. Einsitzer
- Hüttau 1999: 2. Doppelsitzer (mit Rainer Jud), 2. Einsitzer

### Junioreneuropameisterschaften
- Fénis 1995: 1. Doppelsitzer (mit Armin Mair)
- Szczyrk 1996: 2. Doppelsitzer (mit Armin Mair)
- Feld am See 1998: 1. Doppelsitzer (mit Rainer Jud), 5. Einsitzer
- Umhausen 2000: 2. Einsitzer

### Weltcup
- Gesamtweltcupsieg im Doppelsitzer in der Saison 1999/2000
- 2. Platz im Doppelsitzer-Gesamtweltcup in der Saison 2000/2001
- 3. Platz im Doppelsitzer-Gesamtweltcup in der Saison 2001/2002
- 7 Siege in Weltcuprennen:

| Datum             | Ort         | Land          | Disziplin    |
| ----------------- | ----------- | ------------- | ------------ |
| 7. Februar 1999   | Aurach      | Österreich    | Doppelsitzer |
| 23. Januar 2000   | Gummer      | Italien       | Doppelsitzer |
| 20. Februar 2000  | Železniki   | Slowenien     | Doppelsitzer |
| 27. Februar 2000  | Aosta       | Italien       | Doppelsitzer |
| 14. Januar 2001   | Lüsen       | Italien       | Doppelsitzer |
| 16. Dezember 2001 | Olang       | Italien       | Doppelsitzer |
| 19. Dezember 2001 | Triesenberg | Liechtenstein | Doppelsitzer |

## Erfolge im Skeleton

### Weltmeisterschaften
- St. Moritz 2007: 7. Mannschaft